# Coniopteryx (Coniopteryx) dorsicornis
Coniopteryx (Coniopteryx) dorsicornis is een insect uit de familie van de dwerggaasvliegen (Coniopterygidae), die tot de orde netvleugeligen (Neuroptera) behoort. 
Coniopteryx (Coniopteryx) dorsicornis is voor het eerst wetenschappelijk beschreven door Victor Johnson in 1981.
Het holotype is afkomstig uit Highlands County, Florida.